# 안드류스 포야비스
안드류스 포야비스(리투아니아어: Andrius Pojavis, 1983년 11월 25일 ~ )는 리투아니아의 가수이다. 2013년 말뫼에서 열린 유로비전 송 콘테스트 2013에 참가하였다.

## 경력 및 개인사
사모기티아 지방에 해당되는 타우라게주의 도시인 유르바르카스에서 태어났다.
고등학교를 졸업할 때까지 밴드 'No Hero'에서 리드 보컬로 활동하였고, 리투아니아 교육과학 대학교(LEU)를 졸업한 뒤에는 아일랜드와 리투아니아를 오가며 음악 생활을 시작했다. 2012년, 이탈리아의 밀라노에서 첫 앨범을 녹음하기 시작했고, 연말엔 첫 싱글인 "Traukiniai"를 발매하였다. 이 음반은 리투아니아 차트에 오르며 흥행했다. 그의 첫 앨범인 "Aštuoni"도 역시 리투아니아에서 흥행에 성공했다.
현재 리투아니아와 그의 아내와 두 딸이 있는 이탈리아를 오가며 생활하고 있다.

## 음반 목록
- Aštuoni (2012)